# Tito Petkowski
Tito Petkowski, mac. Тито Петковски (ur. 23 stycznia 1945 w Psaczy koło miejscowości Kriwa Pałanka) – macedoński polityk, działacz komunistyczny, długoletni poseł do Zgromadzenia Republiki Macedonii i jego przewodniczący w latach 1996–1998, w 1999 kandydat na urząd prezydenta Macedonii.

## Życiorys
Ukończył studia prawnicze na Uniwersytecie Świętych Cyryla i Metodego w Skopju, po czym pracował w sądownictwie. W latach 1971–1978 był zatrudniony w instytucie do spraw urbanistyki i mieszkalnictwa. Był członkiem SKM – macedońskiego oddziału Związku Komunistów Jugosławii. Został etatowym działaczem komunistycznym, w latach 1978–1982 pracował w komitecie miejskim w Skopju. W latach 1982–1986 pełnił funkcję wiceprzewodniczącego miejskiej administracji. Powrócił następnie do struktury partyjnej, był sekretarzem komitetu miejskiego (1986–1988) i sekretarzem w komitecie centralnym SKM (1988–1990).
W pierwszych pluralistycznych wyborach w 1990 uzyskał mandat poselski. Z powodzeniem ubiegał się o reelekcję w kolejnych wyborach, zasiadając w macedońskim parlamencie do 2013. Był wiceprzewodniczącym Zgromadzenia Republiki Macedonii, po czym w latach 1996–1998 sprawował urząd przewodniczącego tego gremium. Działał w postkomunistycznym Socjaldemokratycznym Związku Macedonii. W 1999 kandydował w wyborach prezydenckich jako przedstawiciel socjaldemokratów. W pierwszej turze uzyskał największe poparcie, jednak w drugiej pokonał go Boris Trajkowski z WMRO-DPMNE.
W 2005 odszedł z SDSM, założył wówczas formację pod nazwą Nowa Partia Socjaldemokratyczna. Objął w niej funkcję przewodniczącego, powoływany na nią na kolejne kadencje, także po odejściu z macedońskiego parlamentu.